# Baeopogon
Baeopogon je rod ptica u porodici Pycnonotidae. Obuhvaća dvije do sada identificirane vrste.

## Vrste
- Baeopogon clamans
- Baeopogon indicator

## Vanjske poveznice
- Baeopogon